# Вбивство підморгуванням
«Вби́вство підмо́ргуванням» (англ. Wink murder) — вечіркова гра або салонна гра, у якій таємно обраний гравець може «вбивати» інших, підморгуючи їм, поки гравці, що вижили, намагаються ідентифікувати вбивцю. Гра також відома під різними назвами. Практична мінімальна кількість гравців — чотири, але дух гри найкраще передається в групах щонайменше з шести або більше гравців.
У гру можна грати, сидячи по колу, або блукаючи по багатьох кімнатах під час громадського заходу.

## Ігровий процес
У кожному раунді гри одному гравцеві таємно призначається роль «вбивці», а іншому — детектива. Детектива відправляють у відставку, а вбивцю обирають, і всі, крім детектива, знають, хто вбивця. Гравці стають у коло і викликають детектива. Детектив стає в коло і повільно обертається, і якщо хтось помирає, детектив повинен вгадати вбивцю. У детектива є 3 спроби, і якщо він вгадує невірно, помирає невинна людина.
Мета вбивці — убити якомога більше людей, не бувши спійманим.

## Детектив
В одному з варіантів гри, в яку іноді грають діти як класну діяльність у початковій школі, іншому гравцеві, який не знає про особу вбивці, призначається роль «детектива». Всі інші гравці сідають у коло навколо детектива, мета якого — правильно ідентифікувати та звинуватити вбивцю, мінімізуючи кількість жертв вбивства. Часто накладається обмеження на кількість звинувачень, які може висунути детектив. У цій версії гри інші гравці, окрім вбивці та детектива, не знають, хто вбивця, і не відіграють жодної ролі у грі, окрім як помітно померти, якщо їм підморгнути.

## Вбивство
Гарпо Маркс у своїй книзі «Гарпо говорить» описав версію цієї гри в будинку Александра Вулкотта під назвою «Вбивство». Тягнуть жереб, щоб вибрати окружного прокурора, потім вдруге тягнуть жереб, щоб вибрати (відомого лише йому) вбивцю. Окружний прокурор виходить з дому, і світський вечір триває як зазвичай. Як тільки вбивця залишається з кимось наодинці, він каже цій людині: «Ти мертвий». Жертва повинна негайно прикинутися мертвою, поки її не викриють, після чого викликають прокурора, який допитує підозрюваних (усіх) про те, де вони були, що робили і з ким. Потім прокурор використовує дедуктивні міркування, щоб вирішити справу. Маркс розповів, що одного разу він грав вбивцю і написав смертельну фразу на шматку туалетного паперу. Його жертва, Аліса Дюр Міллер, зірвала його і належним чином «померла» на унітазі, але коли її знайшли, Маркса, який не закінчив школу, одразу впізнали: він написав «Ти — мрець».

## Варіації
У варіації «Смертельне рукостискання» гравці ходять і регулярно потискають одне одному руки, ніби вітаючись на вечірці, а вбивця вбиває, використовуючи особливе рукостискання, наприклад, лоскочучи долоню жертви. Рекомендується, щоб жертви не «помирали» одразу, а зробили кілька кроків або перед цим потиснули руку одній чи двом іншим людям.
У грі «Самотній привид» гравець може кинути виклик убивці («самотньому привиду»), підійшовши до нього та безпосередньо запитавши. В іншому варіанті базової гри гравець може просто вказати на свого підозрюваного та його звинуватити. Якщо обвинувач має рацію, він виграє гру, інакше він вибуває. У деяких варіантах гравця, якого помилково звинуватили, також виключають.
«Копи і грабіжники» — це гра на випивку, варіація вбивства з підморгуванням. У ній використовується туз і король, знайдені в колоді гральних карт, для ідентифікації «копа» і «грабіжника». Як пов'язані між собою поліцейський і грабіжник, невідомо. Гра починається з того, що гравці беруть однакову кількість гральних карт, включно з тузом і королем. Решта карт — це, як правило, карти з числами, які позначають кількість секунд, що залишилися до випивки. Гра починається з того, що карти тасуються і викладаються сорочкою догори. Кожен гравець бере одну карту і тримає її при собі. Туз — це гравець, який підморгує іншому гравцеві. Гравець, якому підморгнули, каже щось на кшталт «Угода укладена». Зазвичай цей гравець чекає кілька секунд, перш ніж зробити цю заяву. Після того, як «угоду укладено», гравець з королем перевертає свою карту і починає «допит». Цей гравець намагається вгадати, хто підморгнув. Вибравши гравця, він перевертає свою карту, і якщо у нього не було туза, інший гравець п'є число, вказане на карті. Якщо вони правильно вибрали гравця з тузом, цей гравець повинен допити свій напій. Якщо гравець з тузом підморгує гравцеві з королем, негайно оголошується «соціалка» і всі п'ють. Оскільки ніхто не знає, хто вибере туза або короля, всі гравці беруть участь у підморгуванні або шукають підморгування. У цю гру також можна грати з іншими іграми на кшталт «випив, випив або п'яний», щоб прискорити святкування.
У варіації «Перерізане горло» гравці ходять у темряві, блукаючи коридорами та кімнатами будівлі. На початку роздаються карти: туз пік — вбивця (залежно від кількості гравців, вбивць може бути кілька), королі — детективи (щонайменше вдвічі більше вбивць), всі інші карти — городяни (міський натовп). Поки люди блукають по місту, вбивця в темряві вбиває людей, перерізаючи їм горло пальцем (або постукуючи по плечу), і підводить жертву до місця, де вона має лягти і померти, а потім вбивця відходить від неї, коли вона лягає. Вбивця може вкрасти посвідчення особи жертви. Всі мертві люди повинні мовчати і можуть відповідати «так», якщо їх запитують, чи вони мертві. Коли хтось виявляє мертву людину, він швидко біжить до найближчого світла і кричить: «Вбивство в темряві». Потім всі приходять до кімнати на міські збори, в тому числі всі люди, яких убили в цьому раунді. Детектив може представитися, щоб вести збори, показавши свій значок (посвідчення короля). Під час зборів городяни розповідають детективу, що вони бачили і кого підозрюють. Потім детектив може вирішити звинуватити гравця у вбивстві або закрити збори і продовжити гру, якщо він не готовий до цього. Якщо детектив звинувачує невірно, його вбиває міська мафія і починається наступний раунд. Натовп міста може також звинуватити більшістю голосів, але вбити обвинуваченого, якщо він невинний. Після помилкового звинувачення гра автоматично переходить до наступного раунду. Світло вимикається, і люди продовжують блукати будівлею. Під час міських зборів вбивця може брехати скільки завгодно, аби обдурити детектива та/або натовп. Лише коли вбивцю належним чином звинувачено, він повинен визнати свою провину, і гра закінчується, а вбивця програє. Якщо вбивця успішно вбиває всіх, він вмикає світло і оголошує себе переможцем, закінчуючи гру.